# فاکنر، میسیسیپی
فاکنر (به انگلیسی: Falkner) شهرکی در ایالت میسیسیپی کشور ایالات متحده آمریکا است که جمعیت آن در سرشماری سال ۲۰۱۰ میلادی، ۵۱۴
نفر بوده‌است.